# Draba nivalis
Pour les articles homonymes, voir Drave des neiges.
Espèce
Draba nivalis, la Drave des neiges, est une espèce de plantes à fleurs de la famille des Brassicaceae et du genre Draba. C'est une petite plante vivace à petites fleurs blanches, résistante au froid, dont l'aire de répartition recouvre la région circumboréale.

## Description

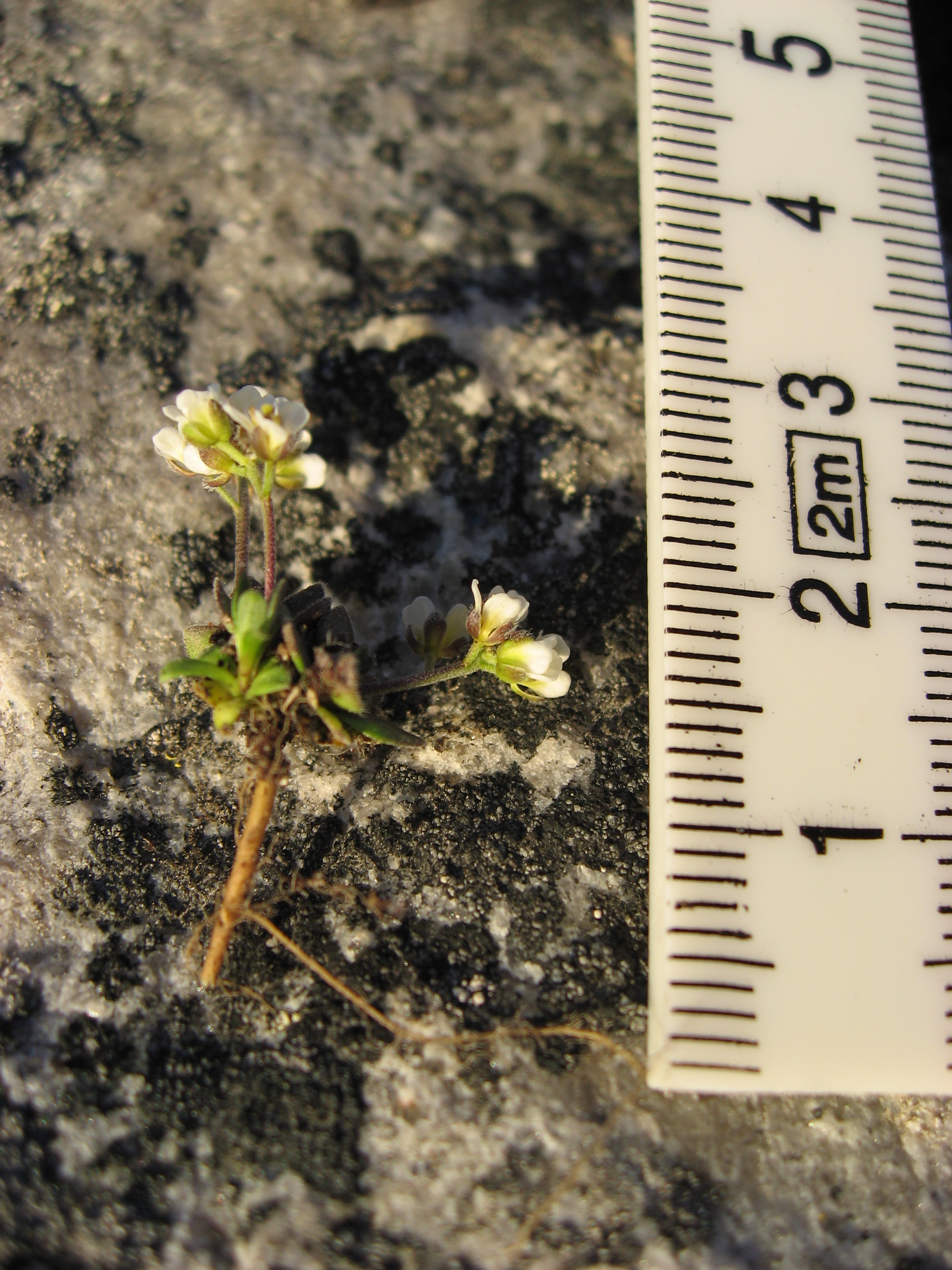
Aspect général, comparé à un mètre mesureur.

### Appareil végétatif
C'est une plante vivace, cespiteuse, formant généralement des tapis. Le caudex est ramifié, couvert à la base de feuilles persistantes. Les tiges sont non ramifiées, de 2 à 8 cm, rarement 12 cm, pubescentes sur toute leur longueur, à trichomes minuscules, à 8 à 15 rayons, non crispés, de 0,03 à 0,15 mm. Les feuilles de la base sont en rosette ; le pétiole, obsolète, est cilié sur toute sa longueur ; le limbe foliaire est oblancéolé à obovale, long de 0,2 à 1,5 cm et large de 1 à 5 mm, à bords entiers (non ciliés), la surface généralement pubescente, rarement glabrescente, avec des trichomes à court pédoncule, à 8 à 15 rayons, en étoile (non crispés), mesurant 0,05 à 0,15 mm. Les feuilles caulinaires sont absentes ou au nombre d'une seule, sessiles ; leur limbe est ovale ou oblong, aux bords entiers, les surfaces pubescentes comme la base. 

### Appareil reproducteur

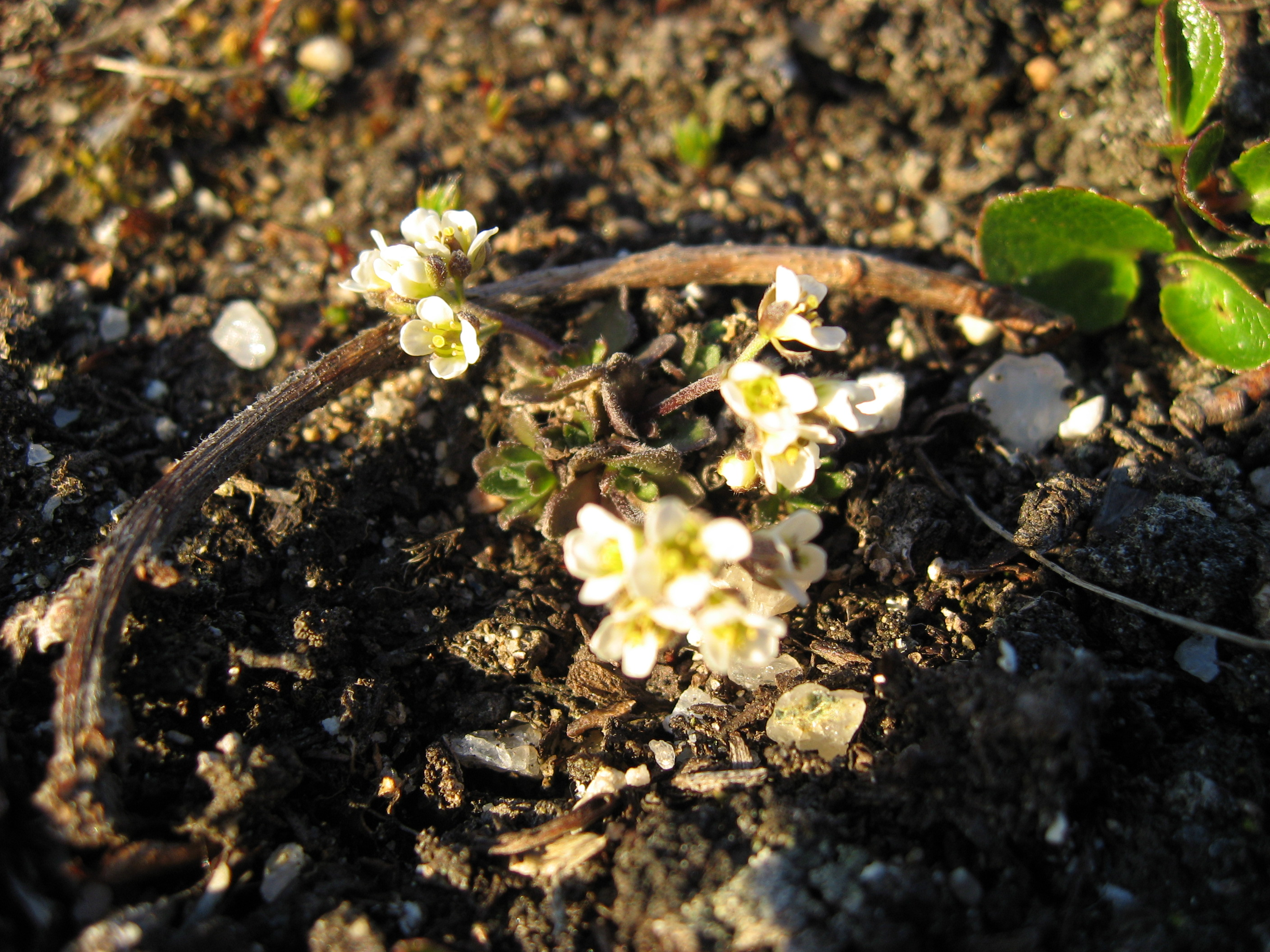
Fleurs.

Les inflorescences sont en racèmes portant entre 3 et 11 fleurs, ébréchés, allongés dans le fruit ; le rachis est souvent légèrement flexueux, pubescent comme la tige. Les pédicelles de fructification sont généralement ascendants, rarement divisés, droits, mesurant 1 à 4,5, rarement jusqu'à 8 mm, pubescents comme la tige. Les fleurs ont les sépales ovales, de 1,5 à 2 mm, pubescents (les trichomes simples et courts, à 2 à 5 rayons) ; les pétales sont blancs, spatulés à oblancéolés, longs de 2 à 3,5 mm et larges de 0,8 à 1,4 mm. Les anthères sont ovales, mesurant 0,2 à 0,3 mm. Les fruits sont elliptiques à étroitement oblongs-elliptiques, tordus ou non, aplatis, longs de 3,5 à 9 mm et larges de 1,5 à 2,2 mm ; les valves sont généralement glabres, rarement avec des trichomes à 3 à 6 rayons sur le replum ; les ovules sont au nombre de 12 à 28 par ovaire ; le style mesure 0,1 à 0,4 mm. Les graines sont ovoïdes, longues de 0,6 à 1 mm et larges de 0,5 à 0,6 mm. Les cellules diploïdes possèdent 16 chromosomes (2n=16). La floraison a lieu entre juin et août.

### Confusions possibles

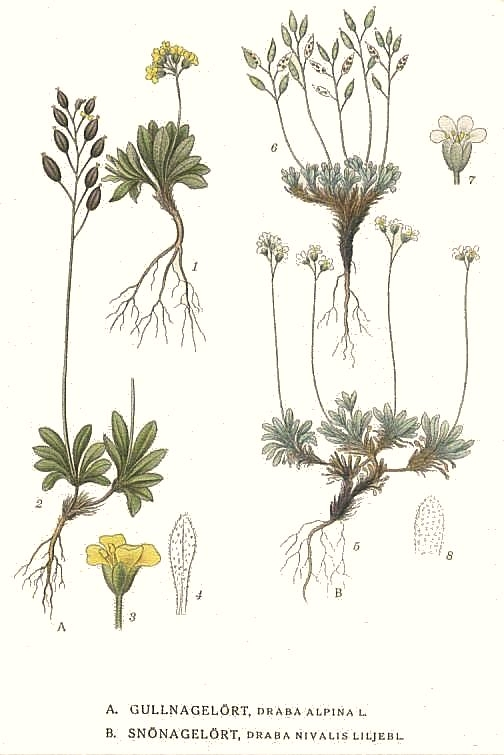
Illustration botanique : (A) Draba alpina, (B) Draba nivalis.

Draba nivalis est le plus souvent confondue avec Draba lonchocarpa, et Charles Leo Hitchcock en 1941 a réduit cette dernière à une variété (var. elongata) de D. nivalis. Il existe cependant suffisamment de différences pour justifier leur reconnaissance en tant qu'espèces distinctes. D. nivalis se distingue par des bases de feuilles non ciliées, des limbes basaux pubescents avec des trichomes de 0,05 à 0,15 mm, des tiges et des pédicelles toujours pubescents, et des fruits elliptiques à étroitement elliptiques-oblongs, plats, et de 3,5 à 9 mm. En revanche, D. lonchocarpa a des bases de feuilles ciliées, des limbes basaux pubescents avec des trichomes de 0,15 à 0,5 mm, des tiges et des pédicelles glabres ou peu pubescents, et des fruits linéaires à lancéolés ou oblongs, légèrement tordus ou plats, de 6 à 18 mm. À l'exception de l'Alaska, D. nivalis ne pousse pas dans la partie continentale des États-Unis, alors que D. lonchocarpa pousse dans presque tous les États des montagnes et du Pacifique.

## Habitat et répartition
L'espèce pousse sur les affleurements rocheux, dans les champs de fauche, les prairies, la toundra ouverte, les bords de ruisseaux, les plages de gravier, les bords de routes, du bord de mer jusqu'à 2 500 m d'altitude. Elle est indigène en Alaska, au Canada, au Groënland, en Islande, en Scandinavie et au nord de la Russie.

## Taxonomie
L'espèce est décrite par Samuel Liljeblad en 1792, qui la classe dans le genre Draba sous le nom binominal Draba nivalis Lilj..
Cette espèce porte en français le noms vernaculaire ou normalisé « Drave des neiges ».
Draba nivalis a pour synonymes :
- Draba caesia Adams
- Draba kamstschatica var. glabriuscula N.Busch
- Draba kamtschatica var. glabriuscula N.Busch
- Draba liljebladii Wallman
- Draba muricella Wahlenb.
- Draba nivalis f. hebecarpa Pohle
- Draba nivalis f. leiocarpa (Rupr.) Pohle
- Draba nivalis f. nana O.E.Schulz
- Draba nivalis f. unalaschkensis Pohle
- Draba nivalis var. californica Jeps.
- Draba nivalis var. canadica O.E.Schulz
- Draba nivalis var. genuina Pohle
- Draba nivalis var. glabrescens (Kurtz) O.E.Schulz
- Draba nivalis var. glabriuscula (N.Busch) Pohle
- Draba nivalis var. nivalis
- Draba nivalis var. tenella Lange
- Draba stellata f. glabrescens Kurtz
- Draba stellata var. nivalis (Lilj.) Regel